# Владимир (севаст)
Вижте пояснителната страница за други личности с името Владимир.
Владимир е български болярин от ХІΙΙ век.
Името на севаст Владимир се споменава в надпис на гръцки език от XIII век, открит във вътрешността на църквата „Свети Никола“ в Мелник. В превод гласи „Молитва на Божия роб севаст Владимир, брат на севаст на франките“ или „...севаст Франк“, като вторият вариант се смята за по-вероятен. Така някои изследователи смятат, че Владимир е с латински произход, а други, че е брат на деспот Алексий Слав, който е бил наричан „севаст на франките“. Надписът се свързва с управлението на Мелник от Алексий Слав.